# صموئيل دبليو. بلوك
صموئيل دبليو. بلوك (بالإنجليزية: Samuel W. Block)‏ هو محامي أمريكي، ولد في 1911، وتوفي في 1970.